# Elytraria prolifera
Elytraria prolifera är en akantusväxtart som beskrevs av Emery Clarence Leonard. Elytraria prolifera ingår i släktet Elytraria och familjen akantusväxter. Inga underarter finns listade i Catalogue of Life.